# Dinsor
Dinsor (in somalo Diinsoor), è una città della Somalia con una popolazione compresa tra i 16.000–20.000 abitanti, situata nella regione di Bai. È capoluogo della provincia omonima.
Dinsor è sede di un aeroporto locale, il Mecca Boqol, ed è un centro regionale di commercio, essendo situata sulla strada che collega Bardera a Baidoa. È anche sede di un presidio di Medici senza frontiere, che fornisce soccorso medico a circa 650'000 persone del circondario.

## Storia
L'insediamento è stato fondato nel 1805, da un gruppo di nomadi che scavarono un pozzo in prossimità di un'area montuosa detta Bug. È la quarta città della regione di Bai. 
Nel dicembre 2006 la città è stata sede di combattimenti tra il Governo federale di transizione e l'Unione delle corti islamiche.  Nel febbraio 2008 la città è stata occupata dagli islamisti di Al-Shabaab, e tornata in controllo del Governo somalo il 24 luglio 2015.